# Дробо, Дэниел
Дэниел Дробо (англ. Daniel Drawbaugh; 14 июля 1827 — 2 ноября 1911) — американский изобретатель, оспаривавший первенство в изобретении телефона у Александра Белла и первенство в изобретении радио у Гульельмо Маркони.

## Ранние годы
Родился изобретатель в местечке Аллен (Lower_Allen_Township) неподалеку от ручья Йеллоу Бричес Крик (Yellow Breeches Creek) 14 июля 1827 года в семье кузнеца. Учился он всего пять лет в школе Кедрового Ручья (Cedar Run Schoolhouse), в которой был только одна классная комната. Дэниел пошел по стопам отца и стал конструировать технические приспособления для сельского хозяйства.
В 1854 году он женился на Элсетте Томпсон (Elcetta Thompson) и стал вполне самостоятельным человеком. В 1856 году он снял внаем дом у Кристиана Эберли (Christian Eberly). Тот оборудовал для Дэниела мастерскую на заднем дворе мельницы и требовал половину доходов от продажи всех его изделий.

## Первые изобретения
Первым серьезным бизнесом Дэниела было изготовление бочек, и первыми запатентованными изобретениями были устройства для бочарной клепки. Он оформил патенты на эти устройства (№ 8,505 за 11.11.1851 и № 12,900 за 22.05.1855) и стал продавать их с хорошей прибылью. Его агент по продаже наладил хороший сбыт в южных штатах, но Гражданская война в США в 1861—1865 гг. серьезно подкосила бизнес. Дэниел лишился клиентов, а его продавец отправился добровольцем на войну, прихватив с собой всю кассу. Дэниел Дробо оценил эту утрату примерно в 4000-5000 долларов.
Война серьезно повредила экономике, в течение многих лет его доход не превышал 300—400 долларов. В 1863 году он запатентовал усовершенствованные мельничные жернова, а в декабре 1865 запатентовал машину для изготовления гвоздей, за этим последовали другие усовершенствования для хозяйства. Для местного трактирщика Дэниел разработал дозатор патоки, дабы он мог продавать подслащенные гречневые лепешки. Что же касается станка для выделки гвоздей, то он не приносил прибыли, пока Кристиан Эберли не обратился к своему приятелю Фрэнку Ли (Frank Lee), секретарю губернатора Пенсильвании. Тот подыскал хорошего покупателя и хорошую цену. Что же касается почестей, то эта конструкция была удостоена диплома 16-й ежегодной выставки Сельскохозяйственного Общества штата Пенсильвания, которая проходила в 1868 году. На этом выгоды закончились. Когда машину Дробо установили на пробу на заводе Маккормика (McCormick Nail Mill), то владельцы предприятия решили, что она не оправдывает надежды и не заслуживает затрат. Такой вердикт от гиганта сельхозтехники прозвучал как приговор. После этого Кристиан Эберли, губернатор и его секретарь решили, что они вложили деньги не туда. Фрэнк Ли потребовал через суд взыскать 34 доллара с Дэниела, и этот иск был удовлетворен.
В мае 1867 года затея Дэниела по изготовлению роторных насосов заинтересовала односельчан, и собрала группу сельских инвесторов, которые вложились в компанию Дробо (Drawbaugh Pump Company). Дэниел стал получать прибыль от изготовления насосов, продал патент на дозатор патоки, а так же приобрел недвижимость, которую сдавал арендаторам внаем. За три года его положение несколько улучшилось. Но в дальнейшем последовали убытки. Для работы компании требовались средства, которые приходилось брать в долг, да и многие клиенты расплачивались векселями, а не деньгами. В июне 1873 года компания была продана за 7000 долларов, а ее президент, Вильям Горгас (William Gorgas), оценивал свои потери на сделке в 4000 долларов.
В 1868 году Дэниел стал экспериментировать с часовыми механизмами. В своей мастерской он установил конструкцию, состоящую из маятника, перекладины и источника тока. Верхний конец маятника свешивался с перекладины, на его нижнем конце был постоянный магнит. Снизу был расположен электромагнит, который подпитывался от цинковых и медных пластин, установленных во влажной почве. Переключатель был установлен сверху маятника, чтобы включать и выключать ток с каждым движением маятника. Во второй половине XX века подобную конструкцию стали называть маятником Дубошинского, но часовым мастерам она была известна задолго до этого.
Тем не менее, для этих часов Дэниел сделал ореховой корпус и все-таки убедил владельца ювелирного магазина в Механиксбурге (Mechanicsburg) установить их в своем заведении. Затем ювелир инвестировал 2000 долларов в часовую мастерскую Дэниела Дробо.
В 1876 году, когда Александр Белл собирался показать всем свой телефон на Промышленной Выставке в Филадельфии, в Милтаунской газете было написано, что «…электрические часы без батареи, сделанные в нашем городе мистером Дробо, будут продемонстрированы на Промышленной выставке…» Только на выставку он поехал как зритель и не участвовал в демонстрации достижений. Кажется, в то время у него были другие занятия, кроме телефона. 14 января 1879 года он получил патент на конструкцию батареи для таких часов. 16 марта 1880 года Дэниел получил патент на усовершенствованную конструкцию водяного колеса. Все это время он занимался чем угодно, но не телефонами.

## Телефонные процессы
Летом 1879 года группа сельских инвесторов из округа Камберленд смогла достучаться до бывшего судьи, на тот момент вашингтонского адвоката Лисандра Хилла (Lysander Hill). Он приехал в Милтаун, осмотрел устройства Дробо и сказал, что им потребуется не менее 100.000 долларов, чтобы оспорить изобретение у компании Белла. Даже такой прогноз был очень оптимистичным. Осенью 1879 года компания Белла заставила пойти гигантскую копрорацию Вестерн Юнион (Western Union) на уступки и отказаться от своих претензий.

Каким-то образом мистер Хилл сумел найти серьезных инвесторов. В Нью-Йоркском Коммерческом журнале (The New York Journal of Commerce) в августе 1880 года появилась новость: 
«Недавно в нашем городе была сформирована компания с уставным капиталом в 5.000.000 долларов, целью которой является производство телефонов. Предприятие названо Народной Телефонной Компанией (People’s Telephone Company) и многие известные капиталисты из Нью-Йорка и Цинциннати вложились в это дело. Телефоны будут производиться на основании патентов Фрэнка Клемма (Frank A. Klemm) и Абнера Тисделя (Abner Tisdel), а так же на основании заявки на патент Дэвида Дробо [да, в газете его назвали Дэвидом] из Эберли Милз. Вкладчики утверждают, что мистер Дробо является настоящим изобретателем телефона, и делал свои конструкции задолго до профессора Белла…»
Компания Белла отреагировала на это немедленно, и 22 ноября 1880 года судом было вынесено решение о нарушении привилегии Александра Белла. Но Народная Телефонная Компания решила обжаловать это решение.
Адвокаты и детективы наводнили Милтаун, в середине 1884 года было опрошено более 500 свидетелей, а стенограммы судебных заседаний занимали 6.446 страниц, но вопрос так и не прояснился.
В декабре 1884 года был оглашен приговор Нью-Йоркского суда (Circuit Court, S.D. New York), который счел претензии Белла обоснованными. 5 декабря того же года поверенные Белла сделали запрос о доходах, которые Народная компания сделала на их изобретении, чтобы взыскать полную сумму.
Но Народная компания не собиралась отступать. В 1882 году Дэниел получил свой первый патент на «телефонный передатчик» («Telephone Transmitter», US Patent 266.615 за октябрь 1882). Затем у него появились десятки патентов, связанных с телефонией. В 1883 году была образована Телефонная и Телеграфная компания Дробо (Drawbaugh Telephone and Telegraph Company), которая продолжала заниматься телефонным бизнесом, а капитал этой компании составлял 20 миллионов долларов.

Этот юридический маневр позволил инвесторам затеять новый судебный процесс, во время которого можно было производить телефонные аппараты и подключать абонентов к сети. К ней присоединились другие претенденты на изобретение телефона, Эймос Эмерсон Долбеар (Amos Emerson Dolbear) и другие телефонные компании: Молекулярная (Molecular TelCo), Клэй Коммершл (Clay Commercial TelCo) и Оверлэнд (Overland TelCo). 24 января 1887 года начался процесс в Верховном Суде, на который были назначены 9 верховных судей. 19 марта 1888 года было оглашено решение: 
«…Всякий человек, взирающий на ночное небо, мог бы увидеть планету Нептун, но только расчеты Леверье и наблюдения Адамса смогли доказать ее существование и указать ее позицию в Солнечной системе. Так же обстоят дела с Беллом и Дробо. Последний изобрел телефон, не думая о его важности и не доработав конструкцию. Белл сконструировал телефон и научно обосновал основу своего изобретения, а так же запатентовал его…». 
4 верховных судьи были за, 3 против. В ходе процесса, один из судей умер. Судья Вэйт (Chief Justice Waite), который написал это решение, не мог его прочесть из-за болезни, и доверил это своему коллеге. Судья Вэйт умер через 4 дня после оглашения приговора. Таким образом, Белл выиграл с преимуществом только в 1 голос.

## Радио
В декабре 1901 года Гульельмо Маркони передал радиосигнал через Атлантику. После этого корреспондент Нью-Йоркской газеты «Мир» (World) отправил Дэниелу Дробо телеграмму с просьбой высказаться об этом явлении. Тот ответил, что «…сообщение могло быть преувеличено, или ухо сеньора Маркони обмануло его…».
Когда никаких сомнений в возможностях беспроволочного телеграфа не осталось, то в 1903 году Дробо приглашал репортеров на свой участок испробовать его радиостанции. Тут же поползли слухи о том, что готовится создание Американской Беспроволочной Компании (The United States Wireless Signal Company), что Дробо получит там 10.000 долларов наличными и одну десятую от всех доходов. В то же самое время, в одном из интервью, он поведал: «Я заметил, что волны эфира не причастны к передаче моих сообщений… В ходе опытов я выяснил, что они передаются по земле… А воздух не играет никакой роли в этом». Тут комментарии излишни. Тем не менее, 1 марта 1902 года он подал заявку на устройство для «беспроволочного сигналирования», а 16 февраля 1904 года получил патент.

## Последние годы
На склоне лет Дэниел создавал контейнеры для завтрака, так называемые «ланчбоксы», сортировщики монет и другие устройства.
То и дело в газетах появлялись статьи о том, что в дом Дробо проникали злодеи, чтобы задушить его подушкой, что кто-то пытался поджечь его дом. Неизвестно, чем им насолил человек, который у себя в деревне слыл за безобидного дурачка.
Он умер в возрасте 84 лет, оставив своим родным состояние в размере всего лишь 350 $.